# Херман Банг
Херман Банг (20 април 1857, Алс – 29 януари 1912, Огдън, Юта) – датски писател, журналист, критик, театрален режисьор. Описва израждането и гибелта на дворянството и живота на датските провинциални среди.

## Творчество
- „Безнадеждни поколения“ – роман – 1880 г.
- „Сред пътя“ – роман – 1886 г.
- „Под иго“ – новела – 1890 г.
- „Лудвигсбаке“ – роман – 1896 г.